# But-2-è
El but-2-è és un alquè acíclic amb quatre àtoms de carboni. És l'alquè més simple que presenta isomeria cis/trans (també coneguda com a isomeria E/Z); és a dir, existeix com a dos isòmers geomètrics: cis-but-2-è o (Z)-but-2-è i trans-but-2-è o (E)-but-2-è.
És un derivat del petroli, produït per craqueig catalític de petroli cru, o per dimerització de l'etilè. Els seus usos principals són en la producció de benzina i butadiè, encara que també s'usa el but-2-è per produir butanona soluble, via hidratació cap a butan-2-ol i posterior oxidació.
És molt difícil separar els dos isòmers per destil·lació, ja que ambdós tenen punts d'ebullició propers (al voltant de 4 °C pel cis i prop d'1 °C pel trans). Tot i això, en la majoria d'aplicacions industrials, no és necessari separar-los, ja que tots dos isòmers es comporten de forma semblant en les reaccions químiques desitjades. Una mescla típica de but-2-è conté un 70% de (Z)-but-2-è (isòmer cis) i un 30% d'(E)-but-2-è (isòmer trans). El butà i el but-1-è en són impureses habituals, presents en un 1% o més a les mescles industrials, que també contenen quantitats menors d'isobutè, butadiè i butí.